# Der Hauptmann von Muffrika – Eine mörderische Köpenickade
Der Hauptmann von Muffrika – Eine mörderische Köpenickade ist ein deutscher Dokumentarfilm.

## Inhalt
Die Schwarzweißfilmdokumentation erzählt anhand von Fotos, Filmaufnahmen und Aussagen von direkt und indirekt Beteiligten die Taten des in den letzten Tagen des Zweiten Weltkrieges als falscher Hauptmann durch das Emsland marodierenden Kriegsverbrechers Willi Herold, der eigentlich Gefreiter war und an der Nordwestfront im April 1945 seine Truppe verlor und durch Zufall in den Besitz einer Uniform und Kriegsauszeichnungen kam.

## Handlung
[Einleitung:] Willi Herold, mit 19 fing sein Leben an, mit 20 war er tot. Eine Geschichte aus den letzten Kriegstagen im Emsland.
Der Staatsanwalt Colonel H. Brown, der die Anklage gegen Herold und 13 Mitangeklagte leitete, erzählt zu Beginn, dass er sehr überrascht war, diesen „unschuldigen, jungenhaften, heiteren, wachen, intelligenten, sehr ansehnlichen jungen Mann“ vor ihm stehen zu sehen, nach all den Taten, die er von ihm gelesen hat und dass er es bedauert, dass Herolds Leben endete, als er gerade erst 20 war: „Welch' glänzende Zukunft hätte er haben können, wenn er nicht getan hätte, was er getan hat?“
Mehrere Häftlinge berichten im weiteren Verlauf der Dokumentation über Herolds Schreckensregime im Lager II der insgesamt 15 Emslandlager, dem Strafgefangenenlager Aschendorfermoor:

„Wenn man erstmal den Typen sah, er sah ja nun nicht gerade schlecht aus, war gut gebaut, schöne Uniform mit dicken Orden dran und seine ganze Art hatte man früher auch schon mal erlebt, solche Typen hatte man bei der Wehrmacht im Kriege erlebt, nicht wahr, so Berufssoldaten gab’s ja solche Typen gab's ja auch ne Reihe. Ich hätte also nicht geglaubt, dass er ein Hochstapler sein könnte. Auf den Gedanken ist bestimmt keiner gekommen im Lager.“

„Er sah sehr gut aus in der Uniform, was besonders auffiel, dass er zur Uniform einen weißen Seidenschal trug. Sein Auftreten war einwandfrei, totale Autorität bei jedem, was man bei jedem der Beamten, Gefangenen, Begnadigten und der Justizbeamten sehen konnte. Er sprach vollkommen frei, ohne jeden rhetorischen Fehler und machte wirklich den Eindruck eines zackigen jungen Offiziers bei allen.“

„Ich habe das Empfinden gehabt, dass Herold und seine Truppe das nicht taten, weil sie mussten, sondern weil sie Lust und Freude daran hatten, die Menschen zu erschießen. Das hat man an dem ganzen Benehmen gemerkt. Sie haben auch nicht gefragt, das einzige was sie sagten war hinknien und dann peng. Das kann nur ein Mensch machen, der Freude daran hat, Andere zu erschießen.“

Personen aus Papenburg, darunter der Bürgermeister von 1933 bis 1945, und der Stadt Leer erzählen ihre Erlebnisse, die sie mit Herold und seiner Truppe hatten, nachdem diese das durch einen britischen Luftangriff zerstörte Emslandlager verlassen haben; darunter zwei Frauen, die mehrere Tage Gefangene der Truppe in einem Gasthaus in Leer waren, das als Truppenquartier diente.

„Dieser junge Bengel Herold, die Uniform saß hinten nicht, die Uniform saß vorne nicht, alles viel zu groß, aber Pistole in der Hand und so ein richtiges Bübchengesicht: schmal und blass. Aber mit der Pistole konnten sie fummeln, da wusste ich, was uns blüht.“

„Geleckt und geschniegelt – ein halber Herrgott war das, so schätze ich den jetzt ein. Und er war verrückt. Es hat alles pariert, er hat ein Auftreten gehabt … .“

Zum Schluss kommt nochmal Staatsanwalt Colonel H. Brown zu Wort, der erzählt, wie Herold, der viel jünger war als die anderen Mitangeklagten, im Gerichtssaal auftrat, nämlich als Star des Prozesses, worüber er sich bewusst gewesen sei und worin er sich sehr gefiel. Er sah immer aus, wie aus dem Ei gepellt, erzählt Brown, sein volles Haar lag tadellos, er pflegte im Gerichtssaal herumzuschauen und die Leute anzulächeln, selbst ihn, den Staatsanwalt, der die Anklage leitete. Mit seinen 19 Jahren als Führer der Bande war er ein äußerst bemerkenswerter junger Mann, erzählt Brown und meint, dass es sehr traurig sei, dass sein Leben so enden musste, auch wenn er allein dafür verantwortlich sei.

## Anmerkung
1. 1 2  tatsächlich war Herold bereits 21 Jahre alt, als er mit dem Fallbeil hingerichtet wurde.

## Hintergrund
- Als „Muffrika“ bezeichnet(e) man scherzhaft das Emsland, das weit abgelegen, unerschlossen, sehr arm und voller Moore war.[8][9]
- Der Untertitel „Eine mörderische Köpenickade“ bezieht sich auf die wahre Geschichte des sogenannten Hauptmanns von Köpenick.
- „Alle Zeugen waren von ihm beeindruckt: Er sah gut aus und machte keinen halbkriminellen Eindruck“, erinnert sich der Regisseur und Drehbuchautor Paul Meyer, der akribisch Polizei- und Gerichtsakten sichtete, Häftlinge, Wachleute und Zeitzeugen interviewte sowie niederländische und britische Stellen aufsuchte.[10]
- Filmförderung gaben die Länder Hamburg und Niedersachsen.
- Produziert von der Paul Meyer Filmproduktion, Freiburg, im Jahr 1996.
- Filmarchive: Schmeding (Ostersander), Wagener (Papenburg), Bundesarchiv (Koblenz), Chronos-Film, (Klein-Machnow), Moormuseum (Hesepe), Imperial War Museum (London), Sikorski Museum (London)
- Fotoarchive: Busemann (Dörpen) Eiken (Neusustrum); Pantcheff (Alderney), Finke (Bremen), Wagener (Papenburg), DIZ (Papenburg), Sikorski Museum (London)
- Erstausstrahlung: 14. Dezember 1997 auf 3sat[11]
- DVD-Veröffentlichung: 24. April 2005[11], ISBN 978-3-89848-030-7. Die DVD-Veröffentlichung trug mit „Eine Geschichte aus den letzten Kriegstagen im Emsland“ einen anderen Untertitel.

## Filmmusik
- Komm, Zigány, komm, Zigány, spiel mir was vor aus der Operette Gräfin Mariza, gesungen von Nicolai Gedda, das insgesamt dreimal vorkommt und die einzige Filmmusik in der Dokumentation ist, die Gesang beinhaltet. Daneben werden Einspieler aus Klaviermusik, Windgeräuschen oder Drehorgel eingesetzt, darunter:
- Vexare: On The Near Horizon
- Charles Rosen: Variations For Piano, Op. 27: I.

## Trivia
- Herolds Personal-Beschreibung wird gezeigt, aus der hervorgeht, dass Augenbrauen: dunkel, Augen: blau, Nase: mittel, Mund klein und Zähne: lückenhaft waren.[12]

## Auszeichnungen
- 1998: Grimme-Preis[10][13]
- Filmprädikat: besonders wertvoll[14]

## Kritiken
„Das faschistische Böse nicht als banale Schreibtischtat, sondern – als Gegenfigur zu Adolf Eichmann – als dantische Höllenfahrt.“

„Aus der Geschichte von Willy Herold, der mit 20 von einem britischen Militärgericht zum Tode verurteilt wird, haben Paul Meyer und Rudolf Kersting einen gewissermaßen naturnahen Dokumentarfilm gemacht. Mit wunderbaren Schwarzweißaufnahmen, die den Betrachter einsaugen in die von Kanälen durchzogene Moor- und Heidelandschaft links und rechts der Ems. Keine trockene Aufarbeitung von Fakten ist herausgekommen und keine psychologisierende Studie des Falles Herold.“

„Urfaschismus als letztes Stadium des Nazismus!“